# GHB receptor
Receptor GHB (γ-hydroxybutyrátu) je excitační receptor spřažený s G proteinem, na který se váže v těle přirozeně se vyskytující γ-hydroxybutyrát.
γ-hydroxybutyrát je neuropřenašeč, ale může být zneužíván i jako psychoaktivní droga s omamnými účinky. GHB receptory fungují jako přenašeče riboflavinů a solutů rodiny 52. Receptory se nachází nejvíce v mozkové kůře, hippocampu, čichových cestách a mozečku.
Aktivace GHB receptoru má stimulační účinek, při nadměrné aktivaci způsobuje křeče. Ale aktivátor GHB se menší silou váže i na GABA-A a GABA-B receptory, což může způsobit sedativní účinek. Zdá se,[zdroj?] že GHB receptory mají roli ve vypěstování závislostí na některých látkách. Po aktivaci GHB receptoru dochází ke zvýšení hladin dopaminu, což při rekreačním užití GHB může vést k euforii, ale také zvracení, při vysokých dávkách ale dochází k snížení hladin dopaminu a depresi CNS, kvůli modulační funkci GHB na GABA-B receptoru při vysokých dávkách. Tohoto účinku se využívali v kriminální oblasti většinou sexuální násilníci.[zdroj?] Po zákazu GHB v České republice[zdroj?] se násilníci přesměrovali k podobné látce γ-butyrolakton.